# 大光寺町 (青森県)
大光寺町（だいこうじまち）は、かつて青森県南津軽郡にあった自治体。
1889年（明治22年）の町村制に基づき大光寺村として成立、1943年（昭和18年）に大光寺町となった。1955年（昭和30年）に周辺町村との合併により平賀町（大字）大光寺となり、さらに平賀町が2006年（平成18年）に合併して平川市となり、平川市大光寺となった。

## 変遷
1899年（明治22年）に町村制が施行されるにあたり、大光寺村を中心に従前の10カ村が合併して大光寺村をつくった。この際に各旧村がそのまま大字となった。さらに1943年（昭和18年）に町制を施行して大光寺町となった。その後、1955年（昭和30年）に大光寺町は周辺の町村との合併で平賀町の一部となり、2006年（平成18年）にはさらなる合併で平川市の一部となっている。
江戸時代の弘前藩では、領内をはじめ「遣」という行政区域に分けて統治しており、一帯は大光寺遣となっていた。弘前藩は1687年（貞享4年）に領内を25の「組」に再編成し、従前の大光寺遣は大光寺組と尾崎組に分割された。時代によって変動があるが江戸時代の大光寺組は概ね17前後の村から構成されていて、1899年（明治22年）に編成された大光寺村はそのうち10カ村を母体としている。

### 自治体と地域の変遷
| 西暦        |            |          | 1687     | 1690                     |                          | 1871                     | 1871-1873                | 1873-1878  | 1878-1899      | 1899-1943     | 1899-1943     | 1943-1955     | 1943-1955     | 1955-2006     | 1955-2006     | 2006-        | 2006-        |
| 和暦        |            |          | 貞享4    | 元禄3                    |                          | 明治4 7月                | 明治4 9月                | 明治6      | 明治11         | 明治22-昭和18 | 明治22-昭和18 | 昭和18-昭和30 | 昭和18-昭和30 | 昭和30-平成18 | 昭和30-平成18 | 平成18-      | 平成18-      |
| 制度        | 幕藩制     | 幕藩制   | 幕藩制   | 幕藩制                   | 幕藩制                   | 廃藩置県                 |                          | 大区小区制 | 郡区町村編制法 | 町村制        | 大字          |               |               | 昭和の大合併  | 昭和の大合併  | 平成の大合併 | 平成の大合併 |
|             | 弘前藩     | 弘前藩   | 弘前藩   | 弘前藩                   | 弘前藩                   | 弘前県                   | 青森県                   | 青森県     | 青森県         | 青森県        | 青森県        | 青森県        | 青森県        | 青森県        | 青森県        | 青森県       | 青森県       |
|             | 大光寺遣   | 大光寺組 | 大光寺組 | 大光寺組                 | 大光寺組                 | 大光寺組                 | 第2大区8小区             | 南津軽郡   | 南津軽郡       | 南津軽郡      | 南津軽郡      | 南津軽郡      | 南津軽郡      | 南津軽郡      |               |              |              |
| （沢内遣）  | （大鰐組） |          |          |                          |                          |                          |                          |            |                |               |               | 碇ヶ関村      | 碇ヶ関村      | 平川市        |               |              |              |
| 大光寺遣    | 大光寺組   | [ † 1 ]  | [ † 1 ]  | [ † 1 ]                  | [ † 1 ]                  | [ † 1 ]                  | [ † 1 ]                  | [ † 1 ]    | [ † 1 ]        | [ † 1 ]       | [ † 1 ]       | 尾上町        | 尾上町        | 平川市        |               |              |              |
| 大光寺遣    | 大光寺組   | 大光寺村 | 大光寺村 | 大光寺村（だいこうじ）   | 大光寺村（だいこうじ）   | 大光寺村（だいこうじ）   | 大光寺村（だいこうじ）   | 大光寺村   | 大光寺         | 大光寺町      | 大光寺        | 平賀町        | 大光寺        | 平川市        | 大光寺        |              |              |
| 大光寺遣    | 大光寺組   | 本町村   | 本町村   | 本町村（もとまち）       | 本町村（もとまち）       | 本町村（もとまち）       | 本町村（もとまち）       | 大光寺村   | 本町           | 大光寺町      | 本町          | 平賀町        | 本町          | 平川市        | 本町          |              |              |
| 大光寺遣    | 大光寺組   | 小和森村 | 小和森村 | 小和森村（こわもり）     | 小和森村（こわもり）     | 小和森村（こわもり）     | 小和森村（こわもり）     | 大光寺村   | 小和森         | 大光寺町      | 小和森        | 平賀町        | 小和森        | 平川市        | 小和森        |              |              |
| 大光寺遣    | 大光寺組   | 荒田村   | 荒田村   | 荒田村（あらた）         | 荒田村（あらた）         | 荒田村（あらた）         | 荒田村（あらた）         | 大光寺村   | 荒田           | 大光寺町      | 荒田          | 平賀町        | 荒田          | 平川市        | 荒田          |              |              |
| 大光寺遣    | 大光寺組   | 苗生松村 | 苗生松村 | 苗生松村（なんばいまつ） | 苗生松村（なんばいまつ） | 苗生松村（なんばいまつ） | 苗生松村（なんばいまつ） | 大光寺村   | 苗生松         | 大光寺町      | 苗生松        | 平賀町        | 苗生松        | 平川市        | 苗生松        |              |              |
| 大光寺遣    | 大光寺組   | 館田村   | 館田村   | 館田村（たちた）         | 館田村（たちた）         | 館田村（たちた）         | 館田村（たちた）         | 大光寺村   | 館田           | 大光寺町      | 館田          | 平賀町        | 館田          | 平川市        | 館田          |              |              |
| 大光寺遣    | 大光寺組   | 松崎村   | 松崎村   | 松崎村（まつざき）       | 松崎村（まつざき）       | 松崎村（まつざき）       | 松崎村（まつざき）       | 大光寺村   | 松崎           | 大光寺町      | 松崎          | 平賀町        | 松崎          | 平川市        | 松崎          |              |              |
| 大光寺遣    | 大光寺組   | 館山村   | 館山村   | 館山村（たてやま）       | 館山村（たてやま）       | 館山村（たてやま）       | 館山村（たてやま）       | 大光寺村   | 館山           | 大光寺町      | 館山          | 平賀町        | 館山          | 平川市        | 館山          |              |              |
| 大光寺遣    | 大光寺組   | 松館村   | 松館村   | 松館村（まつだて）       | 松館村（まつだて）       | 松館村（まつだて）       | 松館村（まつだて）       | 大光寺村   | 松館           | 大光寺町      | 松館          | 平賀町        | 松館          | 平川市        | 松館          |              |              |
| 大光寺遣    | 大光寺組   | 杉館村   | 杉館村   | 杉館村（すぎだて）       | 杉館村（すぎだて）       | 杉館村（すぎだて）       | 杉館村（すぎだて）       | 大光寺村   | 杉館           | 大光寺町      | 杉館          | 平賀町        | 杉館          | 平川市        | 杉館          |              |              |
| 大光寺遣    | 尾崎組     | [ † 2 ]  | [ † 2 ]  | [ † 2 ]                  | [ † 2 ]                  | [ † 2 ]                  | [ † 2 ]                  | 竹館村     | 竹館村         | 竹館村        | 竹館村        | 平賀町        |               | 平川市        |               |              |              |
| 大光寺遣    | 尾崎組     | [ † 2 ]  | [ † 2 ]  | [ † 2 ]                  | [ † 2 ]                  | [ † 2 ]                  | [ † 2 ]                  | 竹館村     | 町居村         |               |               | 平賀町        |               | 平川市        |               |              |              |
| 大光寺遣    | 尾崎組     | [ † 3 ]  | [ † 3 ]  | [ † 3 ]                  | [ † 3 ]                  | [ † 3 ]                  | [ † 3 ]                  | 尾崎村     | 尾崎村         | 尾崎村        | 尾崎村        | 平賀町        |               | 平川市        |               |              |              |
| 三千石遣    | 柏木組     | [ † 4 ]  | [ † 4 ]  | [ † 4 ]                  | [ † 4 ]                  | [ † 4 ]                  | [ † 4 ]                  | 柏木町村   | 柏木町         | 柏木町        | 柏木町        | 平賀町        |               | 平川市        |               |              |              |
| 1. 2. 3. 4. |            |          |          |                          |                          |                          |                          |            |                |               |               |               |               |               |               |              |              |

### 沿革
- 1889年（明治22年）4月1日 - 町村制施行により南津軽郡大光寺村、本町村、小和森村、荒田村、苗生松村、館田村、松崎村、館山村、松館村、杉館村が合併し、大光寺村（だいこうじむら）が発足[10]。
- 1943年（昭和18年）4月1日[11] - 町制施行し大光寺町となる[10]。
- 1955年（昭和30年）3月1日[11] - 南津軽郡柏木町、竹館村、町居村、尾崎村と合併し、平賀町となり消滅[10]。

## 町村長
村長
- 長内健栄

## 地理

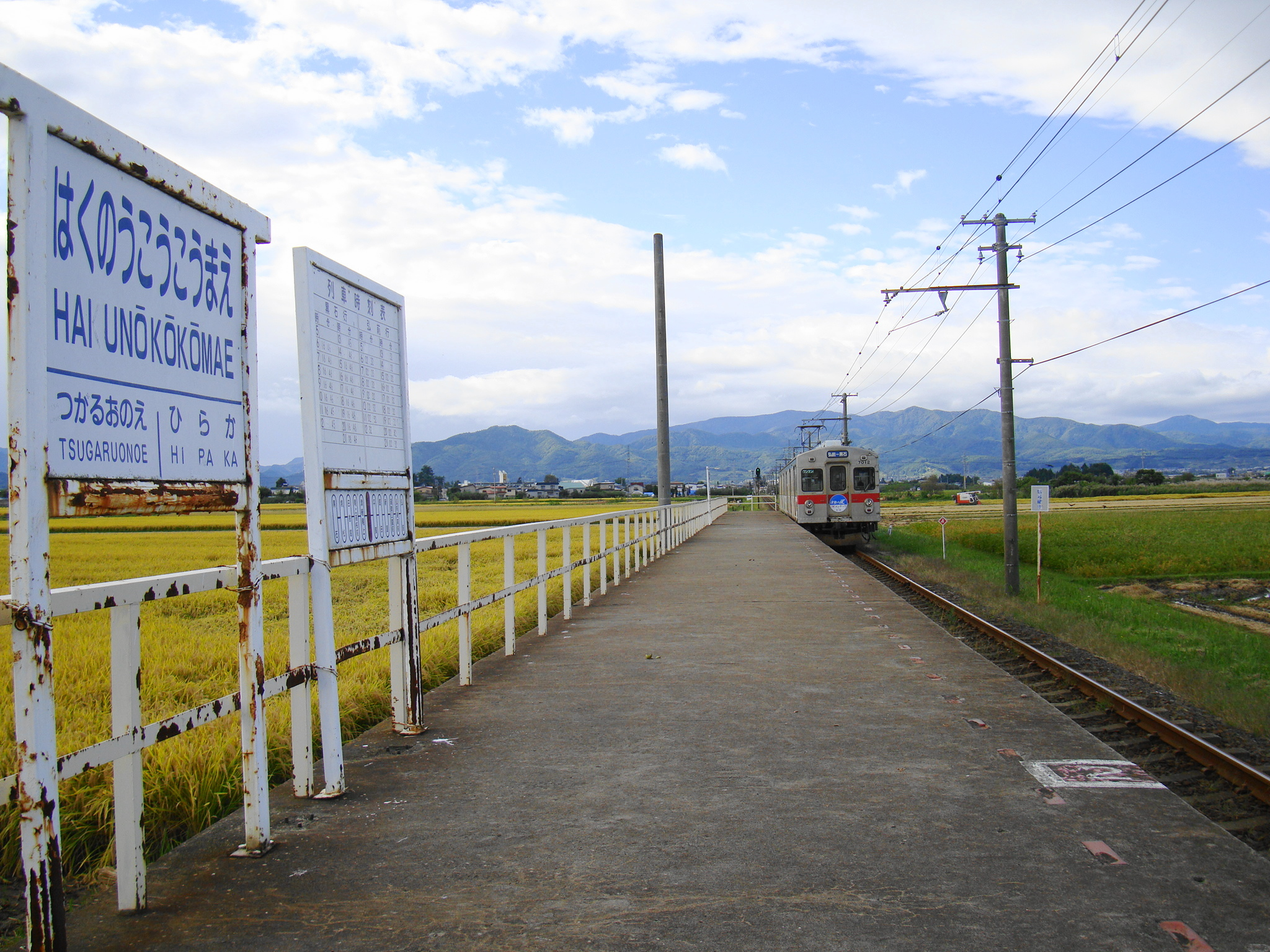
北東部の荒田地区の柏農高校前駅

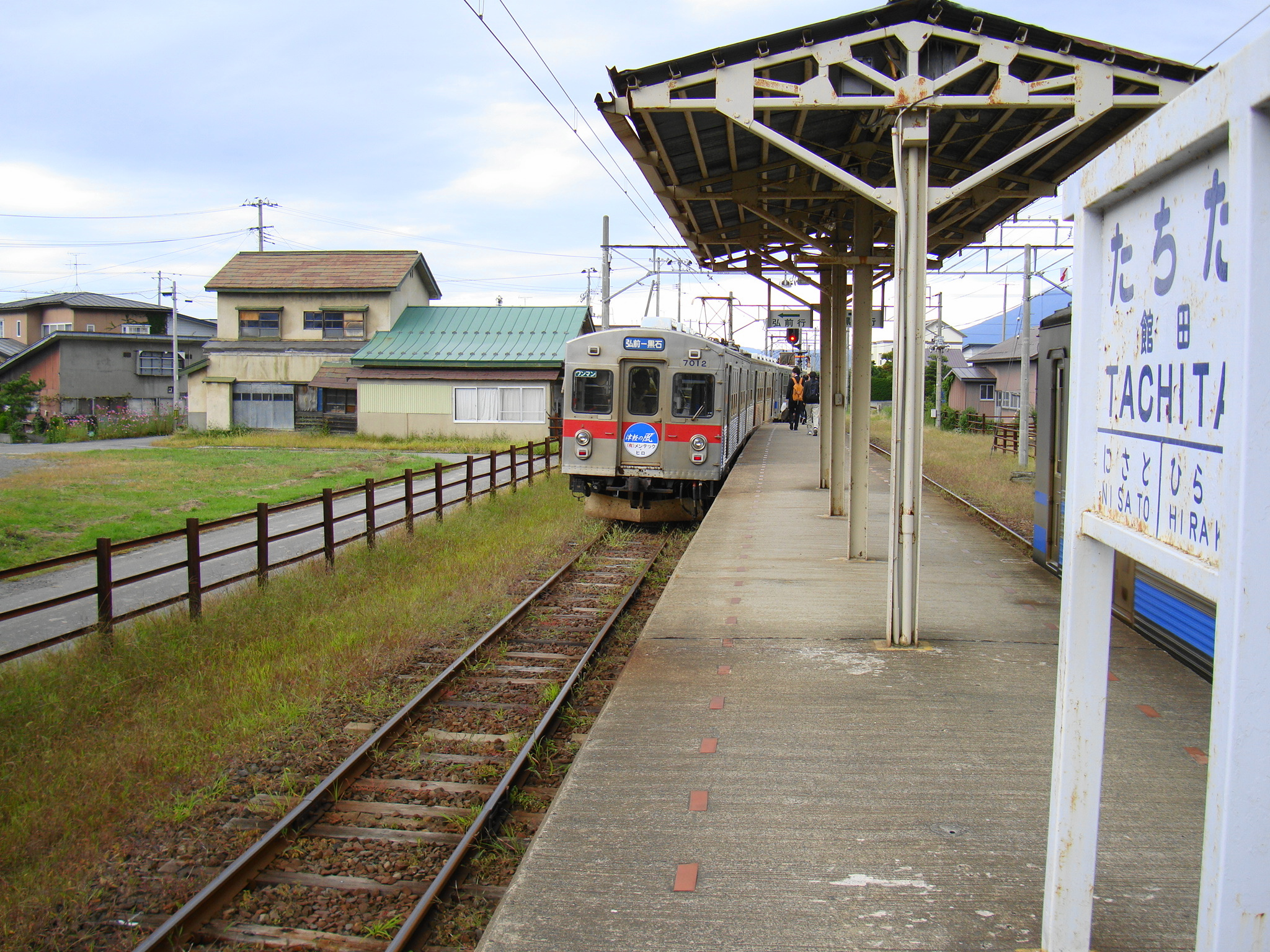
南西部の館田地区の館田駅

大光寺町は津軽平野の中心部に位置していた。平野を流れる岩木川の支流のうち、南から流れてくる平川、東から流れてくる引座川などが扇状地をつくっている。町域はこの二川のあいだに相当し、点在する標高35メートル程度の小規模な台地上に市街地が形成されている。その周囲の低地は稲作やリンゴ栽培に利用されている。
中央部を六羽川や五郷川が南から北へ流れて引座川へ注いでおり、これらの支川の両岸にも集落が連なっている。宅地化によって旧状を窺うことは困難であるが、六羽川と五郷川に挟まれた地区にはかつて大光寺城（大光寺楯）があった。その城内がいまの大光寺地区に相当する。
東部には広船川が流れて引座川に合流する。

## 歴史
当地は津軽平野の中心に位置し、軍事、経済、交通の点で津軽の要衝だった。そのため古くからこの地をめぐる合戦が繰り返されてきた。大光寺という地名が史料で確認できる最古のものは、元弘4年（1334年）に遡る。これは当地で起きた合戦（大光寺合戦）の状況を報せる書状である。
この戦い自体は南北朝時代に起きたものであるが、大光寺という地名そのものはそれより古くからあったと伝えられている。平安時代の末期に、当地に大光寺という寺院があり、これが地名の興りになったとされている。
大光寺は鎌倉時代から室町時代後期まで、津軽平野の中心地とみなされた。そのために当地をめぐって争いが繰り返され、支配者も大光寺曾我氏、岩館曾我氏、南部氏、安東氏、葛西氏など入れ替わっている。大光寺城と総称される城址も近接して3箇所みつかっており、それぞれ大光寺古城、大光寺新城、五日市城と呼ばれている。これらの城跡は、どれがどの時代に誰が築城したものであるのかは不明確である。
戦国時代になると、大光寺は津軽氏の支配下にはいった。江戸時代に入ると津軽氏は弘前城を築城して本拠となし、大光寺城を破却した。この結果、大光寺は農村となった。

### 曽我氏と安東氏
古代、大光寺のあたり（陸奥国平賀郡）は安東氏の勢力下にあったと考えられている。やがて源氏が津軽地方まで勢力を伸ばすと、一帯は源頼朝の直轄地となった。ここへ頼朝の代官（地頭代）として派遣されたのが、曽我氏の一族である。曽我氏は相模国の曽我郷（現在の小田原市）を本拠とする鎌倉幕府の御家人であり、津軽へ赴いたのはその支流であったが、やがて平賀郡の地頭として土着した（津軽曾我氏）。
津軽曽我氏は大光寺に本居を構え、大光寺楯（大光寺館、大光寺城、大光寺古城）を築いた。ここに拠った津軽曽我氏の本家を大光寺曽我氏と呼ぶ。分家は近傍の岩館（岩楯）に居を構え、岩館曽我氏と呼ばれている。ただしこの一門については、本家が鎌倉時代末期に滅び、分家も南北朝時代に滅亡したため史料に乏しく、特に本家の大光寺曽我氏は詳しくはわかっていない。
「大光寺」に関する直接的な言及はないものの、1222年（承久4年）の史料に津軽曽我氏の庶流、岩楯曽我氏の動静が記録されている。これは、曽我惟重という人物が、北条義時の承認を得て平賀郷岩楯（岩館）の地頭代職を父の曽我真光から継いだというものである。このときに津軽曽我氏が2つに分かれ、曽我助光が本家の大光寺曽我氏となり、曽我惟重が分家の岩館曽我氏となったと推測されている。（ただし曽我助光に関する直接的な史料はない。）彼らの祖であり最初に大光寺に土着したのは曽我時広といい、地頭代職としては真光は3代目とされている。ただしこれらの父子兄弟関係については史料に欠き不明確で、系譜については推定に基づく諸説がある。
| 推測されている津軽曽我氏の地頭代職の継承者[18] |   |          |   |          |   |                          |
| 曽我時広 | ─ | 曽我広忠 | ─ | 曽我真光 | ┬ | 曽我助光（大光寺曽我氏） |
| （初代・岩館地頭代） |   |          |   |          | │ |                          |
| |   |          |   |          | └ | 曽我惟重（岩館曽我氏）   |
| ※広忠は初代時広の子。初代時広と真光の血縁関係は不明確で、『曽我系図』では父子とされているものの信憑性に欠く。1222年の史料により真光と惟重が父子であることは確認されるものの、助光との関係は不明確で、助光は広忠の子であろうと推定する説[18]や、真光の嫡男が助光、次男が惟重と推定する説[17]などがある。助光・惟重のその後の系譜もよくわかっておらず、のちの大光寺合戦で敗死した者との関係も不明確である[18]。 |   |          |   |          |   |                          |
代々の曽我氏の本拠地・大光寺館（古城）から1.5キロメートルほどのあたりには、五日市館があったという。五日市館を最初に築いたのは、もともと十三湊（十三湖）を本拠とした十三藤原氏（奥州藤原氏の一派）とされている。彼らは十三湖の拠点を安東氏に奪われ、ここへ移ってきて五日市館を築いた。しかしその十三湊は津波で壊滅し、居場所のなくなった安東氏が五日市館を奪ったという。その後、安東氏と曽我氏は近傍ながら共存していたと推測されている。

### 両曽我氏と大光寺合戦
鎌倉幕府が後醍醐天皇を奉じる勢力に打倒されたあと、幕府方の残党は東北へ落ち延びてきて、大光寺城の曽我氏を頼ったという。本家の大光寺曾我氏はこれを迎え入れたが、朝廷方の北畠顕家が追討軍を送ってくると、分家の岩館曽我氏はこれに恭順して大光寺の本家を攻めた。これが大光寺合戦である。この戦の様子を伝えた書状の中で複数の曽我一族が討ち死にしたことが記されているものの、系譜が不明瞭なため、これらの戦死者が本家と分家のいずれに属していたかはよくわかっていない。いずれにせよこの戦いによって大光寺曽我氏は敗退し、弘前方面へ落ち延びたあと滅亡し、岩館曽我氏にとってかわられた。
北畠氏に従属した岩館曽我氏は、後醍醐天皇方と足利尊氏が争うようになると、はじめは天皇方（南朝）に与した。しかしまもなく北朝に転じ、暦応2年（1339年）南朝方の南部氏（南部政長）と大光寺城を舞台に戦った。このときは、3ヶ月に及ぶ合戦の末に岩館曽我氏が南部氏の撃退に成功した。しかし1360年（正平15年）の史料で一帯の領地が南部氏に分配されていることが記されており、この少し前に岩館曽我氏が南部氏によって滅ぼされたものと考えられている。
年表
- 承久4年（1222年） - 曽我真光の子、曽我惟重が地頭代として北条義時に承認されたという史料（『北条義時下知状』）が残る[13]。
- 建武1年（1334年） - 大光寺合戦。大光寺曽我氏が敗走し、数カ月後に滅亡[13]。
- 暦応2年（1339年） - 岩館曽我氏（北朝）と南部氏（南朝）が大光寺城で戦う。3ヶ月の争いの後、南部氏が敗退[13]。
- 正平14年（1359年）頃 - この頃に岩館曽我氏が一帯の支配を失う[13]。

### 室町時代から戦国時代
大光寺の曽我氏が滅ぼされた年代やその後の経過については、互いに矛盾する史料や伝承、諸説があり定まらない。下記はその主なものである。
大光寺葛西氏に関する諸説
- 正平4年（1349年）- 葛西氏の庶流、葛西頼清が大光寺新城を築いたという[16]。
- 応永年間（1394年-1427年）- 安東氏に臣従する葛西頼清が大光寺に入り、南部氏と争うようになったという[15]。

大光寺葛西氏の滅亡に関する諸説
- 永享年間（1429年-1441年）- 南部守行（13代南部氏当主）が大光寺を攻め、葛西頼清は敗死[15]。
- 文明15年（1483年）- 南部氏が大光寺を占領する[16]。
- 文亀2年（1502年）- 南部氏が安東教季（安東惟季？）と葛西氏を攻め滅ぼす[16]。
- 天文2年（1533年）- 南部高信が葛西氏を攻め滅ぼす[16]。

- 葛西氏の滅亡後、安東師季が大光寺に入る[13]。
- 文亀2年（1502年）- 安東師季の後裔、安東教季が南部氏によって放逐される[13]。

南部氏支配下の大光寺城に関する諸説
- 南部経行が津軽郡代となり、大光寺に入り、以後は大光寺氏を称する。以後、その子、政行、さらにその子、信愛（？-1570）が城代となる。信愛の死後は滝本重行が城代となる[16]。
- 葛西氏が滅んだ後、南部政行が大光寺の城代となる[15]
- 政行の子、信愛が大光寺城の城主となる[15]。
- 信愛が1570年に病死し、南部氏家臣滝本重行（？-？）が大光寺城の城代となる[15]。
- 元亀年間（1570年-1573年）- 滝本重行が弘前の乳井氏を攻め、領地を奪う[13]。

津軽氏による支配
- 天正3年-4年（1575年-1576年）- 大浦為信（津軽為信）が大光寺城の滝本重行を攻撃、翌年になって攻め落とす。大浦家臣の乳井建清が大光寺城の城代となる[16][15]。
- 慶長4年（1599年）- 津軽建広が大光寺城主となる[16][15]。
- 慶長13年-14年（1609年）- 津軽氏の家督相続問題（津軽大熊事件）をめぐり、津軽建広が追放される[16][15]。
- 慶長15年（1610年）- 津軽氏が弘前城の建設を始める。大光寺城は解体され、弘前城に移築される[16][15]。

津軽氏の新本拠として弘前城を建築するにあたり、大光寺城を解体してその一部は弘前城に使用された。大光寺城の大手門が弘前城の亀甲門となったほか、石垣が再利用されたという。

## 交通

### 鉄道
- 弘南鉄道
  - 弘南線：平賀駅

現在は旧町域に同線の柏農高校前駅が所在するが、当時は未開業。